# Buchdorf

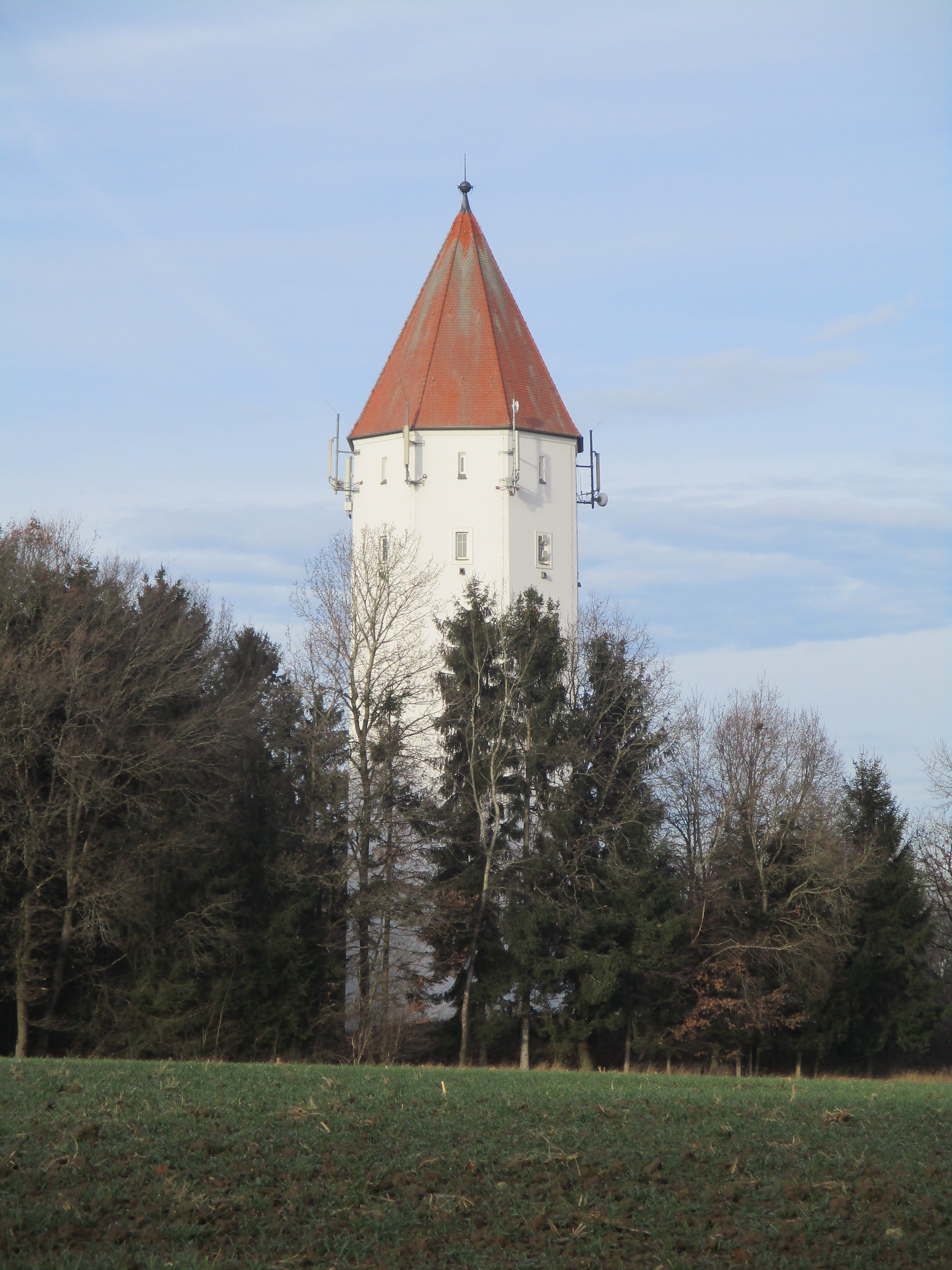
Der Wasserturm von Buchdorf

Buchdorf ist eine Gemeinde im schwäbischen Landkreis Donau-Ries und Mitglied der Verwaltungsgemeinschaft Monheim.
Die Gemeinde zählt zu den Grenzorten des alemannischen Dialektraums zum Bairischen hin. Auch der Gemeindeteil Baierfeld ist ein Grenzort.

## Geografie
Es gibt zwei Gemeindeteile (in Klammern ist der Siedlungstyp angegeben):
- Baierfeld (Pfarrdorf)
- Buchdorf (Pfarrdorf)

Die zwei Orte bilden zugleich die zwei Gemarkungen, die es auf dem Gemeindegebiet gibt. Der Gemeindeteil Sand der Gemeinde Buchdorf ist in Buchdorf aufgegangen. 

## Geschichte

### Bis zur Gemeindegründung
Das Kloster Kaisheim und das Kloster Heilig Kreuz in Donauwörth waren im Mittelalter die bedeutendsten Grundherren in Buchdorf. Allerdings spielen die Nachbargemeinden Baierfeld und Bergstetten eine wesentlich wichtigere Rolle: Beide werden schon 1137 in einer Urkunde von Bischof Gebhard II. von Eichstätt erwähnt, sogar der Baierfelder Pfarrer Hartwig wird hier namentlich genannt. Der schwärzeste Tag in der Geschichte des Ortes war der Barnabastag (11. Juni) des Jahres 1504. Maximilian I. ließ an diesem Tag das Dorf niederbrennen, da die Buchdorfer Bauern zuvor im Kontext der Streitigkeiten um die Erbfolge im Hause Wittelsbach (Landshuter Erbfolgekrieg) einen kaiserlichen Boten ermordet hatten. Buchdorf gehörte vorübergehend zum Herzogtum Pfalz-Neuburg. Seine Bewohner waren gemäß den Bestimmungen des Augsburger Religionsfriedens in dieser Zeit (1554 bis 1618) evangelisch-lutherisch.
Im Jahre 1736 wurde der Grundstein der heutigen Pfarrkirche St. Ulrich gelegt. Die Pläne für den Neubau stammten von Gabriel de Gabrieli (1671–1747). Reste des gotischen und vielleicht auch eines romanischen Vorgängerbaues sind in den beiden ersten Geschossen des Turmes erhalten. Eines der wertvollsten Stücke der Ausstattung ist die spätgotische Rosenkranz-Madonna, auf deren Gewand ein Reichsadler zu sehen ist. Sie stammt aus der Reichsabtei Kaisheim, die das Patronat besaß.
Die Gemeinden Buchdorf und Baierfeld (bis 1. April 1971 auch Bayerfeld) entstanden mit dem bayerischen Gemeindeedikt von 1818.
Im Ersten Weltkrieg fanden 45, im Zweiten Weltkrieg 63 Männer aus Buchdorf den Tod.

### Eingemeindungen
Im Zuge der Gebietsreform in Bayern wurde am 1. Januar 1976 wurde die Gemeinde Baierfeld eingegliedert.

### Einwohnerentwicklung
Zwischen 1988 und 2018 wuchs die Gemeinde von 1285 auf 1809 um 524 Einwohner bzw. um 40,8 %.

## Politik

### Gemeinderat
Der Gemeinderat besteht aus zwölf Mitgliedern; davon gehörten in der Amtszeit 2014–2020 sechs Gemeinderäte der CSU an, sechs Gemeinderäte wurden über vier verschiedene parteifreie Listen gewählt. Bei der Kommunalwahl am 15. März 2020 ergab sich folgende Zusammensetzung des Gemeinderates für die Amtszeit 2020–2026:
- CSU/Freie Bürger 3 Sitze
- PWG/Freie Wähler Buchdorf 3 Sitze
- Bürgerliche Mitte Buchdorf Baierfeld 3 Sitze
- Frauenliste Buchdorf-Baierfeld 1 Sitz
- Junge Bürger Buchdorf 1 Sitz
- Parteifreie Wählergruppe Bürgerblock Baierfeld 1 Sitz

Erster Bürgermeister ist seit 1. Mai 2020 Walter Grob (Wählergruppe Bürgerliche Mitte Buchdorf Baierfeld), der sich in der Stichwahl am 29. März 2020 mit 58,8 % bei einer Wahlbeteiligung von 81,2 % durchsetzte. Sein Vorgänger Georg Vellinger (CSU) war von 1. Mai 1990 bis 30. April 2020 im Amt und wurde viermal wiedergewählt.

### Steuereinnahmen
Die Gemeindesteuer-Einnahmen betrugen im Jahr 2017 6.334.000 Euro; davon waren 5.044.000 Euro Gewerbesteuer (netto).
Die endgültige Steuerkraft 2020 (aus den Einnahmen 2018) betrug 2823,62 Euro pro Einwohner. Damit lag die Gemeinde damals an erster Stelle im Landkreis Donau-Ries, an dritter Stelle in Schwaben und an 24. Stelle in Bayern. 2017 hatte die Gemeinde bayernweit sogar an siebter Stelle gelegen.

### Wappen
| Wappen von Buchdorf | Blasonierung: „Durch einen von Rot und Silber geschachten Pfahl gespalten von Silber und Blau; vorne ein aufrechtes grünes Buchenblatt, hinten ein aufrechter silberner Fisch.“ |
| Wappen von Buchdorf | Wappenbegründung: Der von Rot und Silber geschachte Zisterzienserbalken erinnert an das Kloster Kaisheim, das bedeutendster Grundherr in Buchdorf war. Die Schildfarben Blau und Silber weisen darauf hin, dass Buchdorf vorübergehend wittelsbachisch war, als es zur Herrschaft Pfalz-Neuburg gehörte und in diesen Jahren von 1554 bis 1618 auch der evangelischen Konfession angehörte. Das Buchenblatt steht redend für den Ortsnamen. Der Fisch deutet auf den heiligen Ulrich hin, dem die Ortskirche geweiht ist. Die Ortschaft Buchdorf wird aufgrund seiner Komparation mit ähnlich großen Siedlungen im Volksmund auch als Kleinstadt bezeichnet. |

## Baudenkmäler und Bodendenkmäler
- Pfarrkirche St. Ulrich in Buchdorf
- Wasserturm von Buchdorf
- Pfarrkirche Sankt Joseph in Baierfeld

## Wirtschaft und Infrastruktur

### Arbeitsplätze
In der Gemeinde gab es 2014 558 sozialversicherungspflichtige Arbeitsplätze; von den Einwohnern standen 709 in einem Beschäftigungsverhältnis. Die Zahl der Auspendler war damit um 151 höher als die der Einpendler.

### Betriebe
Neben dorftypischen Geschäften wie Einzelhandel, Supermarkt und Metzger existieren Baugeschäfte, ein Steinmetzbetrieb, Glaserei, Elektrofachbetriebe sowie ein Sägewerk. Das Dorf ist geprägt durch Landwirtschaft.
Außerdem gibt es in der Gemeinde nahe der Bundesstraße 2 ein bedeutendes Gewerbegebiet.
Die vier größten Arbeitgeber am Ort sind:
- Commescope (bis 2006: Mikom GmbH dann Andrew)
- Frankenraster GmbH
- Spedition Treffer
- Spedition Bosch

### Landwirtschaft
In der Gemeinde gab es 2016 26 landwirtschaftliche Betriebe. Von der Gemeindefläche sind 940 Hektar landwirtschaftlich genutzt, davon 771 Hektar als Ackerland.

### Bildung
Seit Mai 2022 gibt es eine Gemeindebibliothek mit dem Schwerpunkt Kinder-, Jugend- und Familienliteratur, seit 2023 gibt es eine Außenstelle der Volkshochschule Donauwörth. Beide Einrichtungen befinden sich im Rathaus und kooperieren erfolgreich miteinander.

## Persönlichkeiten
- Ludwig Wille (1834–1912), Psychiater und Hochschullehrer in Basel
- Ludwig Mecklinger (1919–1994), DDR-Gesundheitsminister
- Edgar Würth (1931–2022), Politiker (CSU), 1972–1990 Bürgermeister von Buchdorf und 1974–1990 Landtagsabgeordneter